# Malae Artes
Malae Artes — третий полноформатный студийный альбом итальянской группы Macbeth. Композиция «How Can Heaven Love Me» является кавер-версией одноимённой композиции Сары Брайтман.

## Список композиций
1. Nuda Veritas — 1:43
2. Lifelong Hope — 5:15
3. My Desdemona — 5:30
4. Miss Murderess — 4:11
5. How Can Heaven Love Me — 3:10
6. Good Mourning — 4:08
7. Henceforth — 4:28
8. Keep the Secret — 3:58
9. Down-Hearted — 4:53
10. Dead and Gone — 5:20

## Участники записи
- Andreas — мужской вокал
- Morena — женский вокал
- Fabrizio — ударные, бэк-вокал
- Max — ведущая гитара
- Luca — ритм-гитара
- Sem — бас
- Karl — пианино и синтезатор